# Лампасас (округ)
Округ Лампасас (англ. Lampasas county) — округ штата Техас Соединённых Штатов Америки. На 2000 год в нем проживало 17 760 человек. По оценке бюро переписи населения США в 2009 году население округа составляло 20 915 человек. Окружным центром является город Лампасас.

## История
Округ Лампасас был сформирован в 1856 году. Его название происходит от названия реки Лампасас (исп. lampasas — линии).

## География
По данным бюро переписи населения США площадь округа Лампасас составляет 1849 км², из которых 1844 км² — суша, а 5 км² — водная поверхность (0,27 %).

### Основные шоссе
- Шоссе 183
- Шоссе 190
- Шоссе 281

### Соседние округа
- Гамильтон  (север)
- Корьелл  (северо-восток))
- Белл  (юго-восток)
- Бернет  (юг)
- Сан-Саба  (запад)
- Милс  (северо-запад)